# 兵庫県道502号英賀保停車場線
兵庫県道502号英賀保停車場線（ひょうごけんどう502ごう あがほていしゃじょうせん）は、兵庫県姫路市を通る一般県道である。

## 概要
姫路市飾磨区山崎から姫路市広畑区夢前町1丁目に至る。歌野橋交差点以南は、南方へ向かえば日本製鉄瀬戸内製鉄所広畑地区の東門に至ることから、通称「東門通り」と呼ばれる。

### 路線データ
- 起点：姫路市飾磨区山崎（英賀保駅前交差点、兵庫県道415号和久今宿線・兵庫県道516号姫路環状線交点）
- 終点：姫路市広畑区夢前町1丁目（夢前町1丁目交差点、国道250号交点）
- 総延長：2.135 km

## 路線状況

### 通称
- 東門通り

### 道路施設

#### 橋梁
- 歌野橋（夢前川、姫路市）

## 地理

### 通過する自治体
- 兵庫県
  - 姫路市

### 交差する道路
| 交差する道路                                    | 交差する場所      | 交差する場所             |
| ----------------------------------------------- | ----------------- | ------------------------ |
| 兵庫県道415号和久今宿線 兵庫県道516号姫路環状線 | 飾磨区山崎        | 英賀保駅前交差点 / 起点  |
| 兵庫県道417号広畑青山線                         | 広畑区東新町3丁目 | 歌野橋西詰交差点         |
| 国道250号                                       | 広畑区夢前町1丁目 | 夢前町1丁目交差点 / 終点 |

### 交差する鉄道
- 山陽電気鉄道網干線

### 沿線
- JR西日本山陽本線 英賀保駅
- 英賀保駅前郵便局
- 姫路市立英賀保小学校
- 山陽電気鉄道網干線 夢前川駅
- 英賀神社